# Институт имени Гёте
Институт имени Гёте (Немецкий культурный центр им. Гёте, нем. Goethe-Institut) — германская неправительственная организация, задачами которой являются популяризация немецкого языка за рубежом и содействие международному культурному сотрудничеству. Наиболее важной задачей является обучение немецкому языку как иностранному. Также целью Института им. Гёте является усиление межкультурного взаимодействия с Германией, которое включает обмен не только фильмами, музыкой, литературой, но также и общественными ценностями. Организация названа в честь немецкого поэта Иоганна Вольфганга фон Гёте.

## История
Институт имени Гёте был учреждён в 1951 году как правопреемник основанной в 1925 году Германской академии. Первоначально он должен был обучать иностранных учителей немецкого языка в Германии. В 1953 году открылись первые языковые курсы, в это же время институт поставил задачу содействовать продвижению немецкого языка за рубежом. В 1959—1960 гг. все государственные федеральные учреждения культуры за границей стали частью института им. Гёте. В 1968 году институт начал свою культурную программную деятельность. С падением железного занавеса в 1989 году институт усиленно расширил свою деятельность в Восточной Европе, что привело к открытию большого числа филиалов института. После слияния с организацией Inter Nationes 21 сентября 2000 года в период с января 2001 года по июль 2003 года институт назывался Goethe-Institut Inter Nationes. В 2004 году был открыт информационный центр в Пхеньяне, первый филиал западного института культуры в Северной Корее, однако он был закрыт в 2009 году из-за проблем с цензурой и местными властями. В 2008 и 2009 гг. открылись институты в Дар-эс-Саламе, Новосибирске и Луанде. В настоящее время институт имеет филиалы по всему миру: 12 в городах Германии и 159 филиалов в 98 странах мира. В России филиалы Института им. Гёте работают в трёх городах: Москве, Санкт-Петербурге и Новосибирске.
По запросу Министерства иностранных дел Беларуси Институт имени Гёте приостановил свою деятельность в Беларуси 30 июля 2021 года. 
После начала вторжения России в Украину сотрудничество Института с российскими органами и образовательными учреждениями было сокращено. Однако, несмотря на возникающие проблемы с российскими властями, Институт продолжает проводить курсы и экзамены. 

## Организация
Высший орган — общее собрание (Mitgliederversammlung), между общими собраниями — правление (Vorstand). Институт им. Гёте, в котором работает более 3500 человек, финансируется правительством Германии. В 2008 году бюджет института составлял 320 миллионов евро, из них 211 миллионов евро составляли дотации Министерства иностранных дел ФРГ, более 99 миллионов евро институт заработал сам на проведении языковых курсов и приёме экзаменов внутри страны и за рубежом. Институт выплачивает стипендии иностранным студентам. Большинство стипендиатов являются учителями немецкого языка.
Штаб-квартира Института им. Гёте находится в Мюнхене. С ноября 2020 года его президентом является Карола Ленц (Carola Lentz), ставшая преемницей занимавшего этот пост в течение 12 лет Клауса-Дитера Леманна (Klaus-Dieter Lehmann).

## Экзамены
Институт является единственной официальной организацией за пределами Германии, сертификаты на знание немецкого языка различного уровня (см. ниже) которой принимают к рассмотрению немецкие правительственные учреждения (консульства Германии, BAMF и тд).
Институт разработал систему квалификационных экзаменов для изучающих немецкий язык в качестве иностранного (Deutsch als Fremdsprache, DaF) для уровней от A1 до C2. Эти экзамены, отвечающие стандарту Общеевропейских компетенций владения иностранным языком, можно сдавать как в Германии, так и за её пределами. Кроме этого работает проект «Большой диплом по немецкому языку» (нем. Großes Deutsches Sprachdiplom) для владеющих языком на более продвинутом уровне. Ниже приведена таблица основных экзаменов Института им. Гёте:
| Уровень CEF | Экзамен в Институте им. Гёте          | Экзамен в Институте им. Гёте (до 15 лет) |
| ----------- | ------------------------------------- | ---------------------------------------- |
| C2          | GOETHE-ZERTIFIKAT C2: GDS             |                                          |
| C1          | GOETHE-ZERTIFIKAT C1                  |                                          |
| B2          | GOETHE-ZERTIFIKAT B2                  | GOETHE-ZERTIFIKAT B2 für Jugendliche     |
| B1          | GOETHE-ZERTIFIKAT B1                  | GOETHE-ZERTIFIKAT B1 für Jugendliche     |
| A2          | GOETHE-ZERTIFIKAT A2                  | GOETHE-ZERTIFIKAT A2: FIT IN DEUTSCH     |
| A1          | GOETHE-ZERTIFIKAT A1: START DEUTSCH 1 | GOETHE-ZERTIFIKAT A1: FIT IN DEUTSCH 1   |

В период с 1998 по 2000 гг. по поручению Германской службы академических обменов DAAD Институт им. Гёте совместно с университетом Хагена, Рурским университетом и центрами им. Карла Дуйсбурга разработал языковой тест TestDaF, сдав который, можно претендовать на учёбу в немецких вузах.